# Laurent Piron
Pour les articles homonymes, voir Piron.
 (août 2022).
La mise en forme du texte ne suit pas les recommandations de Wikipédia : il faut le « wikifier ».
Les points d'amélioration suivants sont les cas les plus fréquents :
- Les titres sont pré-formatés par le logiciel. Ils ne sont ni en capitales, ni en gras.
- Le texte ne doit pas être écrit en capitales (les noms de famille non plus), ni en gras, ni en italique, ni en « petit »…
- Le gras n'est utilisé que pour surligner le titre de l'article dans l'introduction, une seule fois.
- L'italique est rarement utilisé : mots en langue étrangère, titres d'œuvres, noms de bateaux, etc.
- Les citations ne sont pas en italique mais en corps de texte normal. Elles sont entourées par des guillemets français : « et ».
- Les listes à puces sont à éviter, des paragraphes rédigés étant largement préférés. Les tableaux sont à réserver à la présentation de données structurées (résultats, etc.).
- Les appels de note de bas de page (petits chiffres en exposant, introduits par l'outil «  Source ») sont à placer entre la fin de phrase et le point final[comme ça].
- Les liens internes (vers d'autres articles de Wikipédia) sont à choisir avec parcimonie. Créez des liens vers des articles approfondissant le sujet. Les termes génériques sans rapport avec le sujet sont à éviter, ainsi que les répétitions de liens vers un même terme.
- Les liens externes sont à placer uniquement dans une section « Liens externes », à la fin de l'article. Ces liens sont à choisir avec parcimonie suivant les règles définies. Si un lien sert de source à l'article, son insertion dans le texte est à faire par les notes de bas de page.
- La présentation des références doit suivre les conventions bibliographiques. Il est recommandé d'utiliser les modèles {{Ouvrage}}, {{Chapitre}}, {{Article}}, {{Lien web}} et/ou {{Bibliographie}}. Le mode d'édition visuel peut mettre en forme automatiquement les références.
- Insérer une infobox (cadre d'informations à droite) n'est pas obligatoire pour parachever la mise en page.

Pour une aide détaillée, merci de consulter Aide:Wikification.
Si vous pensez que ces points ont été résolus, vous pouvez retirer ce bandeau et améliorer la mise en forme d'un autre article.
 (août 2022).
Il peut être nécessaire de l'améliorer pour respecter le principe de neutralité de point de vue. 

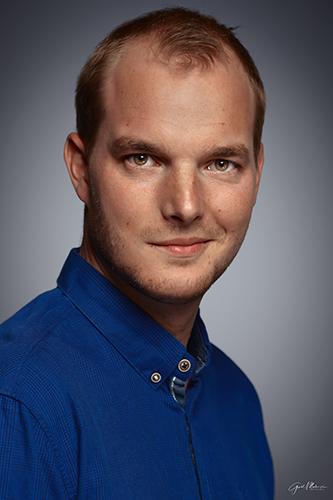

Laurent Piron est un prestidigitateur belge né le 30 janvier 1987 à Liège. En juillet 2022, il remporte le Grand Prix FISM et le titre de champion du monde de magie lors de la FISM au Quebec.

## Biographie

### La magie de rue
En 2009, à 22 ans, il se lance professionnellement dans la magie de rue. Durant plus de 3 ans, il tourne sur tous les continents avec son spectacle, dans plus de 12 pays différents et dans certains des plus prestigieux festivals de théâtre tels les Fringes d’Adélaide et d’Edinburgh ou le festival d’Avignon.
Découvert sur France 2 dans l’émission de Laurent Ruquier “On n'demande qu'à en rire” avec le duo magico-humoristique “Laurent et Enzo. C'est sa première expérience en télévision.

### La magie théâtrale
En 2012, il fait la rencontre de Hugo Van De Plas. Ensemble, ils créent le spectacle de magie théâtrale 13 rue du hasard.

### La magie nouvelle
En 2022 à Quebec, il remporte le Grand Prix FISM et le titre de champion du monde de magie.

## Spectacles
Magie de rue, 2009 
13 rue du Hasard, 2012
Rainball, 2013
Battement de peur, 2018
Paper Ball, 2019